# 菲洛鎮區 (伊利諾伊州尚佩恩縣)
菲洛鎮區鎮區（英語：Philo Township）是位於美國伊利諾伊州尚佩恩縣的一個行政鎮區。

## 地方資料
根據2010年美國人口普查的數據，菲洛鎮區鎮區的面積為94.90平方千米，當中陸地面積為94.90平方千米，而水域面積為0.00平方千米。當地共有人口1927人，而人口密度為每平方千米20.31人。